# Hornsherred og EF
Hornsherred og EF er en dansk dokumentarfilm fra 1987, der er instrueret af Svend Erik Holst Jensen.

## Handling
Hvad har det betydet for et område som Hornsherred, at Danmark kom ind i EF? En skoleklasse undersøger sagen ved interviews og besøg på virksomheder og landbrug. Samtidig optræder Dr. Yes og Mr. No. Begge gør, hvad de kan for at vinde de unge for deres meninger.